# Max Büssing
Max Büssing (* 18. März 1872 in Braunschweig; † 5. Oktober 1934 ebenda) war ein deutscher Maschinenbauingenieur und Unternehmer sowie Ehrensenator der Technischen Hochschule Braunschweig.

## Leben
Max Büssing war der Sohn des Erfinders und Unternehmers Heinrich Büssing, der als Pionier auf dem Gebiet des Lastkraftwagen- und Omnibusbaus gilt. Er besuchte in seiner Heimatstadt das Herzogliche Neue Gymnasium, wechselte zu Ostern 1888 jedoch an das Herzogliche Gymnasium Martino-Katharineum. Er studierte Maschinenbau an der Technischen Hochschule Dresden und der Technischen Hochschule Braunschweig und war während seiner Studienzeit bei den Corps Teutonia Dresden und Teutonia-Hercynia Braunschweig aktiv.
Von 1929 bis zu seinem Tod 1934 leitete Büssing zusammen mit seinem Bruder Ernst die von seinem Vater gegründete und später im MAN-Konzern aufgegangene Büssing AG.

### Ehrungen
Die Technische Hochschule Braunschweig verlieh Max Büssing aufgrund seiner Verdienste am 29. Juni 1923 den Titel eines Ehrensenators und am 4. Januar 1928 die Ehrendoktorwürde (Dr.-Ing. E. h.).